# NOTAM
NOTAM (Akronym für Notice to Airmen, auch Notice to Air Missions) sind Anordnungen und Informationen über temporäre oder auch permanente Änderungen der Aeronautical Information Publication (AIP), die für einen geordneten, sicheren und flüssigen Flugverkehr wichtig sind.
Die deutsche Übersetzung für Notice(s) to Airmen („Nachricht(en) an Luftfahrer“) ist gänzlich ungebräuchlich und birgt Verwechslungsgefahr mit den deutschen rechtsförmigen Bekanntmachungen Nachrichten für Luftfahrer (NfL), in denen Veröffentlichungen des Bundes, der Länder und der Deutschen Flugsicherung (DFS) enthalten sind.
NOTAM enthalten kurzfristige bzw. dringliche Anordnungen, Verfahren und Informationen, die als ergänzende Information für die Durchführung eines Fluges von (besonderem) Interesse sind und ein Ändern der AIP nicht unbedingt erfordern, zumal Veränderungen der AIP häufig auf postalischem Weg verbreitet werden und somit Zeit beanspruchen. NOTAM werden über das Feste Flugfernmeldenetz (AFTN, Aeronautical Fixed Telecommunication Network) verbreitet.
Anordnungen und Informationen, die in einem NOTAM verbreitet werden, sind Nachrichten über Errichtung, Zustand oder Änderung jeglicher Luftfahrtanlagen, Dienste, Verfahren oder über Gefahren, deren rechtzeitige Kenntnis für das betroffene Luftfahrtpersonal wesentlich ist.
Ein NOTAM behandelt nur ein Thema und dessen Bedingungen und sollte für höchstens drei Monate gültig sein. Ist es länger als drei Monate gültig, wird es automatisch in die AIP übernommen.

## Zeitweilige Änderungen
NOTAM sind grundsätzlich nur kurzfristige Änderungen der AIP. Manchmal kann aber nicht garantiert werden, dass die AIP geändert oder ergänzt wird. In diesem Fall können zusätzlich zu kurzfristigen Änderungen auch permanente Änderungen der AIP und Änderungen, die eine ausführliche schriftliche Erläuterung brauchen, als NOTAM herausgegeben werden. Dann kann ein NOTAM auch länger als 3 Monate gültig sein.
Der verantwortliche Luftfahrzeugführer hat im Rahmen seiner Flugvorbereitung die Pflicht, sich vor jedem Flug mit allen ihm zur Verfügung stehenden Unterlagen vertraut zu machen. Dazu gehören auch die aktuellen NOTAM, die seinen Flug betreffen. Das sind die NOTAM, die seinen Startflugplatz, seinen Zielflugplatz, und soweit erforderlich und gewünscht, seine(n) Ausweichflugpla(ä)tz(e) sowie Informationen über seine Flugstrecke betreffen.

## NOTAM-Typen
Für Airlines werden die NOTAM im NOTAM Briefing Package zusammengestellt und geordnet nach:
- Departure-NOTAM (Startflugplatz)
- Enroute-NOTAM (Flugstrecke)
- Alternate-NOTAM (Ausweichflugplatz)
- Destination-NOTAM (Zielflugplatz)
- Company-NOTAM (NOTAM, die nur für die Fluggesellschaft gelten)

NOTAM werden für eine Reihe von Gefahren und Problemen der Luftfahrt herausgegeben.
Beispielsweise für:
- Zustand der Flugplätze
- Aktivierungszeiten von Flugbeschränkungsgebieten
- zeitweilige Errichtung von Hindernissen in der Nähe von Flugplätzen (z. B. Kran)
- Gefahren, wie z. B. Flugschauen, Fallschirmsprünge oder Wetterballonstarts
- Flüge von wichtigen Leuten, wie z. B. Staatsoberhäuptern
- zeitweilig geschlossene Start- und Landebahnen
- zeitweilig nicht funktionierende Funknavigationsanlagen (VOR, NDB, ILS)
- Militärübungen mit sich daraus ergebenden Luftraumbeschränkungen
- nicht funktionierende Warnbeleuchtung an hohen Hindernissen
- Ausfall von Navigationsanlagen

## Aufbau eines NOTAM
| Zeile | Erklärung | Erklärung | Beispiel (Original-NOTAM, welche von einem NOTAM-Büro herausgegeben wurde) | Beispiel (Original-NOTAM, welche von einem NOTAM-Büro herausgegeben wurde) |
| Zeile | Erklärung | Erklärung | Text                                                                       | Bedeutung |
| ----- | --- | --- | -------------------------------------------------------------------------- | --- |
| 1     | NOTAM-Serie, NOTAM-Nummer/Jahr | NOTAM-Serie, NOTAM-Nummer/Jahr | A0623/13 NOTAMN                                                            | NOTAM-Serie A, Nummer 0623 aus dem Jahr 2013, Neues NOTAM |
| 2     | leer | leer | leer                                                                       | leer |
| 3     | - a) Betroffene FIR, FIR-ICAO-Code - b) Q-Code des NOTAM - c) betroffene Flugregeln (I = IFR, V = VFR, IV = IFR/VFR) - d) Zweck (N = zur umgehenden Beachtung für Flugzeugbetreiber, B = wichtig für Vorfluginformationen ("pre-flight information bulletins", O = Operationell bedeutend für IFR-Flüge, M = Diverses) - e) Geltungsbereich (A = Aerodrome, E = Enroute, W = Navigatorische Warnung) - f) Untere Grenze in 100ft - g) Obere Grenze in 100ft - h) Koordinaten evtl. mit Radiusangabe | - a) Betroffene FIR, FIR-ICAO-Code - b) Q-Code des NOTAM - c) betroffene Flugregeln (I = IFR, V = VFR, IV = IFR/VFR) - d) Zweck (N = zur umgehenden Beachtung für Flugzeugbetreiber, B = wichtig für Vorfluginformationen ("pre-flight information bulletins", O = Operationell bedeutend für IFR-Flüge, M = Diverses) - e) Geltungsbereich (A = Aerodrome, E = Enroute, W = Navigatorische Warnung) - f) Untere Grenze in 100ft - g) Obere Grenze in 100ft - h) Koordinaten evtl. mit Radiusangabe | Q) EGXX/QRDCY/IV/NBO/W/000/400/5510N00520W050                              | - a) Mehr als eine FIR betroffen - b) Gefahrengebiet wurde aktiviert - c) betrifft IFR und VFR - d) zur umgehenden Beachtung für Flugzeugbetreiber, wichtig für Vorfluginformationen und Operationell bedeutend für IFR-Flüge - e) Navigatorische Warnung - f) 000 = Boden - g) 40000ft - h) Mittelpunkt bei N5510, W00520, Radius 50 NM |
| 4     | leer | leer | leer                                                                       | leer |
| 5     | ICAO-Code der FIR oder des Flughafens | ICAO-Code der FIR oder des Flughafens | A) EGTT/EGPX                                                               | ICAO-Ortskennzeichen für Scottish und London FIR/UIR |
| 6     | Beginn der Gültigkeit | Zehnstellige Datums-Zeit Gruppe, Format: YYMMDDHHMM | B) 1304030730                                                              | Beginnt am 3. April 2013 um 07:30 UTC |
| 7     | Ende der Gültigkeit. PERM für dauerhafte Gültigkeit. EST als Postfix falls die Dauer des NOTAM nicht bekannt ist | Zehnstellige Datums-Zeit Gruppe, Format: YYMMDDHHMM | C) 1304281500                                                              | Endet am 28. April 2013 um 15:00 UTC |
| 8     | Spezifizierte Gültigkeitsangabe | Spezifizierte Gültigkeitsangabe | D) APR 03 07 12 21 24 AND 28 0730 TO 1500                                  | Gefahrengebiet nur aktiv am 3., 7., 12., 21., 24. und 28. April zwischen 07:30 und 15:00 UTC |
| 9     | NOTAM in Klartext, ICAO Abkürzungen werden wenn angebracht verwendet | NOTAM in Klartext, ICAO Abkürzungen werden wenn angebracht verwendet | E) DANGER AREA DXX IS ACTIVE                                               | DANGER AREA DXX IS ACTIVE |
| 10    | Untere Grenze | Diese Zeilen sind normalerweise nur bei Navigationswarnungen vorhanden | F) GND                                                                     | Untere Begrenzung am Boden |
| 11    | Obere Grenze | Diese Zeilen sind normalerweise nur bei Navigationswarnungen vorhanden | G) 12200M (40000FT.) MSL.                                                  | Obere Begrenzung bei 12200m (40000 ft) MSL |

Zum leichteren Verständnis und (meist) Verkürzung der Länge eines NOTAM werden diese durch das NOTAM-Büro der Deutschen Flugsicherung umgeschrieben und vorselektiert. Diese umgeschriebenen NOTAM sind allerdings durch viele Abkürzungen für ungeübte oftmals schwer zu lesen, zudem besteht die Gefahr, dass durch das Umschreiben Fehler entstehen. Dementsprechend greifen beispielsweise Flugdienstberater häufig auf Original-NOTAM zurück.

### NOTAM Codierung
Der Q-Code eines Original-NOTAM stellt eine bedeutende Hilfe zur Auswertung vorhandener NOTAM, beispielsweise um automatisiert die Relevanz für Cockpitbesatzungen festzustellen. Der Q-Code befindet sich immer in der dritten Zeile. Um eine grundlegende Aussage über den Inhalt eines NOTAM zu erhalten, ist primär die zweite Gruppe des Q-Codes wichtig, im obigen Beispiel ist das QRDCA. Der erste Buchstabe dieser Gruppe gibt hierbei lediglich den Anfang des relevanten Codes an, ist also immer gleich. Der zweite und dritte Buchstabe beziehen sich immer auf die betroffene Einrichtung, bzw. die betroffene Sache. Der vierte und fünfte Buchstabe beziehen sich auf den Zustand der in Buchstaben Zwei und Drei codierten Einrichtung. QRDCA steht also für:
QRDCA
Q-CodeEinleitung RestrictionsKategorie Danger areaSache ChangeKategorie Activatedpräzisiert
Die Zwei-Buchstaben-Codes lassen nicht direkt auf ihre Bedeutung schließen. Allgemein gibt der zweite Buchstabe aber eine Kategorie von Dingen an, der dritte Buchstabe präzisiert eine Sache innerhalb dieser Kategorie.
Weitere Beispiele
QMRLC
Movement Area Kategorie RunwaySache Limitation Kategorie Closedpräzisiert
QPICH
Procedures Kategorie Instrument approach procedureSache Change Kategorie Changepräzisiert
QFFAU
Facilites Fire fighting and Rescue Availability U Not Available
QILAS
Instrument landing System Localizer Availability Unserviceable

## Internationale Regelungen
In dem Abkommen über die internationale Zivilluftfahrt werden die Internationalen Informationsdienste geregelt (Aeronautical Information Services). Die Richtlinien für die NOTAM sind im Anhang 15 (Annex 15) aufgeführt. NOTAM werden von staatlichen Luftfahrtstellen (aviation authority) erstellt und verbreitet, um Piloten über jegliche Gefahren auf den Flugstrecken oder an den jeweiligen Orten zu warnen.
In Europa liefern die ECAC-Staaten nationale und kurzfristige Änderungen oder Einschränkungen ihres Luftraums in Form von NOTAM an die EAD (European AIS Database). EAD bezeichnet eine zentrale Referenzdatenbank für Luftfahrtinformationen. Außerhalb der ECAC-Staaten bezieht die EAD alle weltweiten NOTAM über AFTN (Aeronautical Fixed Telecommunication Network). Die NOTAM werden in der Referenzdatenbank automatisch verarbeitet, auf Plausibilität geprüft und ständig aktualisiert.
So wird den Nutzern der EAD eine weltweite NOTAM-Datenbank zur Verfügung gestellt.

## Deutschland
In Deutschland ist die Deutsche Flugsicherung (DFS) an die EAD angeschlossen und stellt die nationalen Daten der NOTAM für die EAD bereit. Gleichzeitig bezieht die DFS die in der EAD vorgehaltenen internationalen Daten.
Das nationale NOTAM-Office der DFS stellt Nutzern aeronautischer Daten (Fluggesellschaften, Piloten etc.) die NOTAM in englischer Sprache zur Verfügung. NOTAM können dort auch gezielt in Abhängigkeit von Streckenführung, Ziel und Ausweichflughafen abgerufen werden oder auch abonniert werden.
Daneben gibt es auch militärische NOTAM, die vom Zentrum Luftoperationen in Frankfurt-Hausen verantwortet werden.

## Sonderformen
Sonderformen des NOTAM sind:
- SNOWTAM, informiert über die Räumung oder die Gefährdung von/durch Schnee, Eis, Matsch oder Wasser auf den Bewegungsflächen
- BIRDTAM, warnt vor Gebieten und Flugplätzen mit akuter, erhöhter Vogelschlaggefahr. Permanente Gefahren durch Vogelschlag werden hingegen im AIP veröffentlicht. Im Gegensatz zur NOTAM sind BIRDTAM nicht von der ICAO, sondern von der NATO[5] standardisiert und werden im Wesentlichen im militärischen Umfeld verwendet. ICAO[6] und EUROCONTROL[7] sehen für Informationen über Vogelschwärme den NOTAM Code „HX“ vor (Traffic „IV“, Scope „A“, Purpose „B“).
- ASHTAM, warnt vor vulkanischen Aktivitäten, Vulkanausbrüchen und vulkanischen Aschewolken, sofern sie für die Luftfahrt von Bedeutung sind[8]

## USA
In den USA erhält der Pilot die relevanten NOTAM – während er seinen Flugplan aufgibt – durch die regional zuständigen Flight Service Stations. Es existiert auch Software, die den Piloten erlaubt, die NOTAM zu identifizieren, die die Umgebung von geplanter Route und geplantem Flugziel betreffen.

## Beispiele
In NOTAM werden üblicherweise sehr viele Abkürzungen verwendet (Liste der Abkürzungen in der Luftfahrt).
1. Beispiel
LSAZ/ZURICH AREA A0195 03MAY21 LSAZ 04JUL210730 04DEZ311159 PERM GPS SIGNAL UNREL FOR NAV WI SWITZERLAND S OF 4605N (S OF MONTE CENERI) GND FL150
Das heißt im Klartext:
LSAZ/ZURICH AREA - - - Gültigkeit innerhalb der FIR; Flugplatz Locarno
A0195 - - - Nummer der Publikation
03MAY21 - - - Datum der Veröffentlichung (21. Mai 2003)
A) LSAZ - - - Gültigkeitsbereich innerhalb einer FIR oder eines Flugplatzes (Flugplatz Locarno)
B) 04JUL210730 - - - Beginn der Gültigkeit des NOTAM (21. Juli 2004; 7:30 UTC)
C) 04DEZ311159 - - - Ende der Gültigkeit des NOTAM (31. Dez. 2004; 11:59 UTC)
D) PERM - - - Dauer der Gültigkeit (permanent) - es könnte auch lauten: Mo–Fr 8:00–12:00
E) GPS SIGNAL UNREL FOR NAV WI SWITZERLAND S OF 4605N (S OF MONTE CENERI) - - - Art der Information
GPS-Signal unreliable for Navigation within Switzerland South of 46° 05' N (south of Monte Ceneri)
Deutsch: GPS-signal unzuverlässig für die Navigation in der Schweiz südlich des Breitengrades 46° 05' N
F) GND - - - Untergrenze (Boden)
G) FL150 - - - Obergrenze (Flugfläche 150)
Beispiel 2 bis 7 sind militärische NOTAM der US-Army in Deutschland für ihre Piloten (Army Flight Operations)
Hohenfels Hospital AHP: n i l - - - nil steht für "nothing is listed" (keine NOTAM Meldung vorhanden)
2. Beispiel
AREA 3 - grids 'ND, NE, PD, PE': nd9431 (east of celle) 8nm rad 500ft-2000ft amsl, helicopter training procedures, non-participating mil acft avoid area. nov24 - dec01 dly 0700-1600 exc sat sun. (m2498) (NOTAM der US-Army für Deutschland)
Erläuterung: rad - Radius; amsl - above mean sea level - über dem Meeresspiegel ; acft - Aircraft - Flugzeug; dly - daily - täglich; exc - except - außer
3. Beispiel
ne6734 (hamburg city) 493ft agl; captive balloon, night marked, permanent, daily sr-2200. (f4815)
Erläuterung: captive balloon - Fesselballon; sr - Sunrise - Sonnenaufgang
4. Beispiel
AREA 6 - grids 'NB, NC, PB, PC'; pc1140 (brocken mountain) 2nm rad sfc/5000ft agl; overflying strictly proh by all mil acft, exc sar flts dly h24. (m132)
Erläuterung: rad - Radius; sfc - surface - Bodenoberfläche; agl - über dem Boden; proh - prohibited; acft - aircraft - Flugzeug; exc - except - außer: sar - search and rescue - SAR-Rettungsflüge; dly - daily - täglich
5. Beispiel
lv8694 (kristen dz) 2nm rad 5000ft agl; pje and drop of heavy eqpt nov 28-29 dly 1430-1930, mil flying proh. (m2342)
Erläuterung: pje - parachute jumping exercise - Fallschirmsprünge; eqpt - equipment - Ausrüstung; proh - prohibited - verboten;
6. Beispiel
a7411 (hosp jugenheim) 1km rad sfc/1000ft gnd; ovft strictly proh. (m130)
Erläuterung: hosp - hospital - Krankenhaus; ovft - overflight - Überflug
7. Beispiel
COM : B) 04/01/08 08:03 UTC C) 04/01/16 15:00 UTC (B0014/04); A)LOXT; E)TULLN LANGENLEBARN APP FREQ 136,700MHZ AND FREQ 121,500MHZ NOT AVBL. REF AIPAUSTRIA AD 2.2
Erläuterung: AVBL - available - verfügbar

## Sonstiges
Für Seefahrer werden in etwas anderer Form die Nachrichten für Seefahrer herausgegeben.
Im Bereich der Eisenbahn wird die Zusammenstellung der vorübergehenden Langsamfahrstellen und anderen Besonderheiten herausgegeben.